# Masahiro Takahashi
Masahiro Takahashi (高橋 昌大 Takahashi Masahiro?, nacido el 31 de mayo de 1985 en Ibaraki) es un exfutbolista japonés. Jugaba de delantero y su último club fue el MIO Biwako Kusatsu de Japón.

## Trayectoria

### Clubes
| Club               | País  | Año  |
| ------------------ | ----- | ---- |
| Mito HollyHock     | Japón | 2008 |
| MIO Biwako Kusatsu | Japón | 2009 |